# لیدهم
لیدهم (به انگلیسی: Lydham) یک روستا و محله مدنی در بریتانیا است که در Shropshire واقع شده‌است. لیدهم ۱۸۹ نفر جمعیت دارد.